# 바칼로레아

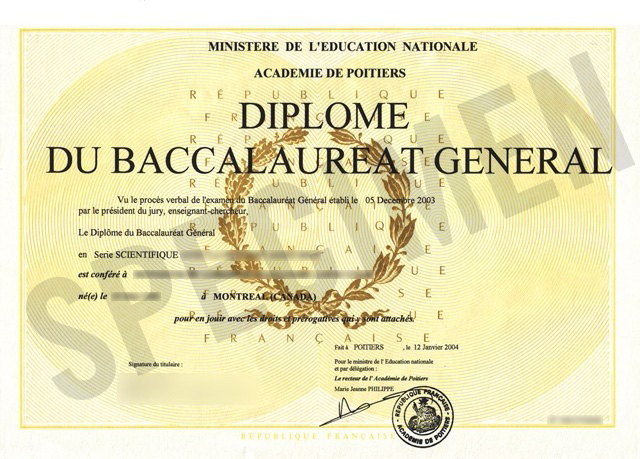
바칼로레아 졸업증서, 이 졸업장은 국가 교육부 장관의 위임을 받아 아카데미 총장이 발급한다.

바칼로레아(프랑스어: baccalauréat)는 프랑스 공화국에서 교육 과정의 중등 과정 졸업 시험이다. 며칠 동안 계속 시험을 친다. 바칼로레아에서 50%이상의 점수를 받는 모든 사람에게 일반적인 국공립 대학 입학 자격이 주어지며 절대평가다. 대한민국의 수학능력시험의 역할이지만 수능은 상대평가다. 흔히 줄여서 bac이라고 부른다. 논술 및 철학 시험을 필수로 하는 것으로 유명하다.  1808년 나폴레옹에 의해 시작되어 약 200년에 가까운 역사를 가지고 있으며, 철학-논술 시험문제는 학생 뿐만 아니라 전 국민의 관심사가 되고 있다. 대학 교수가 아닌 현직 교사들이 문제를 낸다. 한국의 수능보다 생각을 깊게 해야 풀 수 있다.

## 개요
영국의 A-레벨이나 미국 고등학교 졸업 시험과 마찬가지로, 바칼로레아도 표준화된 합격 증명서가 있다. 이를 통해 특정한 영역의 직업이나 대학 입학, 또는 전문 자격증이나 훈련을 받기 위해 쓰인다.
중등학교 마지막 해에 거의 모든 학생들이 이 시험을 본다. 그러나 프랑스의 바칼로레아는 법적으로 대입 인증 시험이다. 법에 따라 이 시험은 학생들의 대입 수학 능력을 판단하기 위한 것이므로, 이론상 리세에 다니는 학생은 리세 과정이 끝나면 바칼로레아를 칠 수 없다. 미국 고등학교 졸업장과 달리 바칼로레아는 리세의 졸업 시험이 아니다.
bac이란 말은 바칼로레아의 각 시험을 지칭하는 표현으로도 쓰인다. 가령 le bac de philo은 철학 영역 시험을 뜻한다. (이 영역은 자신의 학습 분야와 상관없이 모든 학생이 쳐야 한다.)
프랑스에는 세 가지 바칼로레아 영역이 있다.
- 일반 바칼로레아(baccalauréat général)
- 전문 바칼로레아(baccalauréat professionnel)
- 기술 바칼로레아(baccalauréat technologique)

각 영역마다 전문화된 커리큘럼이 있다.
그러나 프랑스 내 종합 대학에 입학하려면 입학에 요구되는 바칼로레아 영역에 제한이 있다. 어떤 경우에는 바칼로레아 대신 특별 시험을 쳐서 프랑스 대학에 입학할 수도 있다.

## Baccalauréat général(일반 바칼로레아)의 종류
Baccalauréat général(일반 바칼로레아)을 응시하는 학생들은 리세에서 2학년 때 자신이 응시할 바칼로레아 시험의 종류를 선택한다. 각각의 시험은 분야별로 전문화되어있고 요구하는 과목별 비율이 다르다. 각각의 시험을 Bac S, Bac ES, Bac L로 표시한다. Baccalauréat général 시험의 종류는 아래의 표와 같다.
| S scientifique (자연과학)                                         | ES sciences économiques et sociales (경제학과 사회과학)               | L littéraire (문학)                                            |
| ----------------------------------------------------------------- | --------------------------------------------------------------------- | -------------------------------------------------------------- |
| 자연과학시험은 수학, 물리, 화학, 생물학에서 높은 수준을 요구한다. | Bac ES는 경제학과 사회과목에서 높은 수준을 요구하고, 수학도 요구된다. | Bac L은 프랑스 문학, 철학, 역사, 지리학, 외국어의 비중이 크다. |

바칼로레아는 학생들이 40개가 넘는 외국어 시험과 다른 프랑스 지역 언어(카탈루냐어, 노르만어, 알자스어 등)의 시험을 보게 해준다.

## 철학 논술 문제
바칼로레아 철학 논술문제의 예로는 다음과 같다.
1. 스스로 의식하지 못하는 행복이 가능한가?
2. 우리가 하고 있는 말에는 우리 자신이 의식하고 있는 것만이 담기는가?
3. 예술 작품은 모두 인간에 대해 이야기하고 있는가?
4. 우리는 과학적으로 증명된 것만을 진리로 받아들여야 하는가?
5. 권리를 수호한다는 것과 이익을 옹호한다는 것은 같은 뜻인가?
6. 무엇이 내 안에서 어떤 행동을 해야 할지를 말해 주는가?
7. 정의를 위해 폭력은 정당화 되는가?

대한민국의 일반적 논술과 달리 광범위하고 주관적인 글을 쓸 것을 요구하며 독창성을 중시한다.

## 같이 보기
- 프랑스의 교육
- 국제 바칼로레아
- 대학 입학 시험

## 참고 문헌
- 최병권·이정옥, 『세계의 교양을 읽는다 1 - 종합편』, 휴머니스트, 2003, p8-11.